# Rick Simpson
Rick Simpson é um diretor de arte estadunidense. Venceu o Oscar de melhor direção de arte na edição de 1991 por Dick Tracy, ao lado de Richard Sylbert.